# شهرک بهرام
شهرک بهرام (شهرک سکوند) شهرکی از توابع بخش مرکزی شهرستان شوش در استان خوزستان ایران است. 

## جمعیت
این روستا در دهستان بن معلی قرار دارد و براساس سرشماری مرکز آمار ایران در سال ۱۳۸۵، جمعیت آن ۳٬۳۲۰ نفر (۶۹۰خانوار) بوده‌است. شهروندان منطقه از ایل سکوند می باشند.